# ستيفاني كورتني
ستيفاني كورتني (بالإنجليزية: Stephanie Courtney)‏ هي ممثلة أمريكية، ولدت في 8 فبراير 1970 في Stony Point, New York ‏ في الولايات المتحدة.

## وصلات خارجية
- ستيفاني كورتني على موقع IMDb (الإنجليزية)
- ستيفاني كورتني على موقع إن إن دي بي (الإنجليزية)
- ستيفاني كورتني على موقع قاعدة بيانات الفيلم (الإنجليزية)